# Енермучаш (Новотор'яльський район)
Енермуча́ш (рос. Энермучаш, марій. Эҥермучаш) — присілок у складі Новотор'яльського району Марій Ел, Росія. Входить до складу Чуксолинського сільського поселення.
Стара назва — Енгермучаш.

## Населення
Населення — 8 осіб (2010; 7 у 2002).
Національний склад (станом на 2002 рік):
- росіяни — 57 %
- марійці — 43 %